# Kuwarisan
Kuwarisan is een bestuurslaag in het regentschap Kebumen van de provincie Midden-Java, Indonesië. Kuwarisan telt 3358 inwoners (volkstelling 2010).